# Rodney R. Porter
Rodney Robert Porter (8. listopada 1917. – 7. rujna 1985.) bio je engleski biokemičar. 
Rođen je u Newton-le-Willows, St Helens, Lancashire, Engleska. Godine 1972.g. dobio je Nobelovu nagradu za fiziologiju ili medicinu zajedno s Gerald M. Edelmanom za njihovo otkriće točne strukture antitijela. Pomoću enzima papaina rastavio je imunoglobulin na manje dijelove, što im je olakšalo istraživanje. 
Poginuo je u prometnoj nesreći u blizini Winchester, Hampshire.

## Vanjske poveznice
- Nobelova nagrada - životopis (engl.)